# The Only Truth
The Only Truth è l'unico album in studio del power trio Morly Grey originario di Alliance nell'Ohio, pubblicato su 33 giri nel 1972 dall'etichetta discografica Starshine Records, riedito su CD dalla Speed Label nel 2005.
L'album è diventato con il tempo oggetto di culto da parte degli appassionati del rock psichedelico e del progressive.

## Formazione
- Tim Roller (chitarra)
- Mark Roller (basso)
- Paul Cassidy (batteria)

## Tracce
1. Peace Officer - 5:47
2. You Came to Me - 4:11
3. Who Can I Say You Are - 3:44
4. I'm Afraid - 4:33
5. Our Time - 6:24
6. After Me Again - 3:11
7. A Feeling for You - 2:35
8. The Only Truth - 16:54

### Edizione CD del 2005
1. None Are for Me - 10:23
2. Come Down - 9:01
3. Love Me - 3:41
4. I'll Space You - 3:48
5. Be Your King - 3:23